# Kandang Gampang
Kandang Gampang is een bestuurslaag in het regentschap Purbalingga van de provincie Midden-Java, Indonesië. Kandang Gampang telt 3597 inwoners (volkstelling 2010).